# Calyptranthes vexata
Calyptranthes vexata är en myrtenväxtart som beskrevs av Mcvaugh. Calyptranthes vexata ingår i släktet Calyptranthes och familjen myrtenväxter.
Artens utbredningsområde är Guyana. Inga underarter finns listade i Catalogue of Life.